# Dresdner Sportclub 1898
Il Dresdner Sportclub 1898 e.V., abbreviato Dresdner SC, è una società polisportiva tedesca, che comprende il calcio, la pallavolo, l'atletica leggera, il ciclismo, la ginnastica il sollevamento persi, il nuoto e i tuffi.

## Calcio
La sezione calcistica Dresdner SC, nata il 30 aprile 1898, è stata uno dei membri fondatori della DFB nel 1900. Le origini della squadra risalgono al 1874, anno in cui fu fondato il club The English FC Dresden. Attualmente FC Dresden è uno dei club polisportivi più vecchi in Europa ancora in attività creato da inglesi emigrati fuori dal Regno Unito.
Nella sua storia ha vinto due campionati tedeschi (1942-1943, 1943-1944), due Coppe di Germania (1940, 1941), una Supercoppa di Germania (1940, non ufficiale) e una Coppa della Germania Est (1958).

## Pallavolo
La sezione femminile della pallavolo è stata fondata nel 1900. Si è affermata sul finire degli anni novanta del XX secolo, quando ha vinto il suo primo campionato nazionale, ed è stata protagonista nei due decenni successivi. In totale la squadra ha vinto 5 campionati tedeschi, 5 Coppe di Germania e una Challenge Cup.

## Atletica leggera
La sezione dell'atletica leggera si è contraddistinta sin dall'inizio del XX secolo. Gli atleti di spicco sono stati diversi:
- Rudolf Harbig vinse la medaglia di bronzo con la staffetta 4×400 metri ai Giochi olimpici estivi di Berlino 1936. Nel 1938 fu campione europeo negli 800 metri piani e nella staffetta 4×400 m. Fu, inoltre, primatista mondiale dei 400 metri piani, degli 800 metri e dei 1000 metri.
- Käthe Krauß vinse il bronzo olimpico nei 100 metri nel 1936 e stabilì un record mondiale nella staffetta 4×100 metri.
- Heike Meißner fu vicecampionessa europea del 2002 nei 400 metri ostacoli
- Raúl Spank vinse la medaglia di bronzo nel salto in alto ai mondiali di Berlino 2009.